# Frack m/1878
Frack m/1878 är ett livplagg som används inom försvarsmakten.

## Utseende
Fracken av mörkblått kläde har svart foder (vitt för flaggmän) samt två knapprader om sex knappar vardera. Den har en fällkrage samt ärmuppslag med gradbeteckning i form av galoner.

## Användning
Den är avsedd för Svenska flottan och får endast användas av officerare i samband med tjänstgöring på Kungaslupen Vasaorden som en del av Paraduniform m/1878. Den får även, på egen bekostnad samt med enhetschefens tillstånd, bäras som sällskapsdräkt av f.d. befälhavare och sekond på Vasaorden